# Michael Powell (lacrosse)
Michael Powell (29 de outubro de 1982) é um jogador de lacrosse norte-americano, que foi um dos mais condecorados da National Collegiate Athletic Association na década de 2010.